# Holly Goddard Jones
Pour les articles homonymes, voir Jones.
Œuvres principales
- Kentucky Song

Holly Goddard Jones, née le 18 décembre 1979 à Russellville dans le Kentucky, est une écrivaine américaine.

## Œuvres

### Romans
- Kentucky Song, Albin Michel, 2015 ((en) Next Time You See Me, 2013)
- (en) The Salt Line, 2017

### Recueils de nouvelles
- Une fille bien, Albin Michel, 2013 ((en) Girl Trouble, 2009)